# Origines de l'antisémitisme nazi
 (août 2010).
Améliorez-le ou discutez des points à vérifier. 
Cet article présente les conditions et les événements à l'origine de l'antisémitisme nazi.
Depuis plusieurs décennies, la Shoah a fait l'objet de nombreuses études universitaires entérinant l'idée qu'Adolf Hitler n'avait fait que mettre en place l'idéologie antisémite et nationaliste qu'il avait annoncée dans son livre Mein Kampf (1924-1925). Ses deux traits principaux sont d'une part la constitution d'un espace vital (Lebensraum) vers l'Est et d'autre part l'extermination des Juifs (Endlösung der Judenfrage).

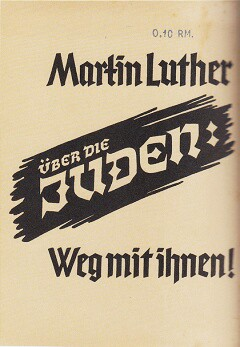
Une publication antisémite de 1938 et formée d'extraits de l'ouvrage Des Juifs et de leurs mensonges de Martin Luther; un volume calomniateur écrit par l'évêque de l'Église protestante luthérienne en Thuringe Martin Sasse.

Néanmoins l'antisémitisme hitlérien n'est en aucun cas singulier. Il remonte, au minimum, aux massacres de Juifs en Allemagne avant la Première Guerre mondiale. Il est également issu d'un mélange de théories et de représentations négatives, forgées à partir du IVe siècle de l'ère chrétienne, puis reprises sous une forme plus « laïque » en Allemagne et en France du milieu du XIXe siècle jusqu'au début des années 1920. Ces théories, longtemps marginalisées au sein d'une élite, connaissent, avec la mise en place du nazisme, leur heure de gloire par leur diffusion aux foules. « Comment le peuple allemand en est-il venu à détester les Juifs au point d'entreprendre, dans la joie et en toute bonne conscience, leur extermination systématique ? » (Pierre Sorlin).

## L'antisémitisme germain traditionnel

### Une tradition antisémite pluriséculaire

#### Les persécutions médiévales
L'antisémitisme est un phénomène international qui est apparu en Europe chrétienne au XIIe siècle par le biais de massacres antisémites (dans le cadre de la Première croisade) puis connaissant un prolongement au XIVe siècle avec la Peste noire puis au XVIe siècle avec la Réforme. Selon les archéologues, les Juifs seraient arrivés en Germanie avec les légions romaines (en particulier en Rhénanie). Protégée théoriquement par les empereurs (tradition carolingienne), la minorité juive n'est pas à l'abri des persécutions dans l'Allemagne médiévale (massacre de la population juive de Worms en 1096). Pour quelles raisons la communauté juive est-elle jusqu'au XXe siècle un bouc émissaire ?
Les historiens modernes proposent trois causes. Tout d'abord la juxtaposition entre le peuple juif et la religion juive ne se retrouve nulle part ailleurs. Ensuite, cette religion, à l'origine du monothéisme, a attiré les foudres du christianisme. Enfin, depuis la destruction du Temple, la communauté juive s'est diffusée à travers le monde en une diaspora sans assise territoriale. Tous ces éléments ont amené une image très négative des Juifs en Europe. En effet, l'antijudaïsme médiéval est incompréhensible hors de son contexte religieux. L'attachement des Juifs à leur culte, à leur communauté et à leur conviction d'être le « peuple élu » leur vaut un traitement à part. Peuple déicide et peuple de Dieu, ils sont pour l'Église un objet de scandale. Écartés du système féodal, exclus de la propriété du sol et des corporations, ils ne peuvent exercer que des occupations marginales, voire illicites : le commerce d'abord (aide du réseau de solidarités qui unit les communautés) puis le prêt sur gage, l'usure, la vente à tempérament. Ces activités sont tout à la fois condamnées par l'Église, méprisées par la population et indispensables à la société.
Tolérés, puisque utiles, mais soupçonnés et haïs parce que marginaux, les Juifs nouent avec leur environnement des relations d'une extrême ambiguïté. Le fait qu'en Allemagne ces relations ne soient marquées d'aucune interruption de longue durée ne les rend pas plus simples. Certaines autorités municipales ont commencé d'imposer des signes distinctifs qui permettent de définir et d'exclure. Le regroupement, par précaution d'abord, dans des quartiers réservés (Judenviertel) commence dès le XIe siècle. À l'abri dans leurs ghettos, les Juifs vivent dans une communauté qui a l'apparence d'une entité nationale, mais n'est ni souveraine ni libre - abri précaire et coûteux car, pour les chrétiens, il n'y a pas de protection qui ne se paie ; et les Juifs sont soumis à un ensemble de discriminations dont on a pu dresser une étonnante comparaison avec les mesures de quarantaine prises par les nazis (1933-1941). Enfin, l'antisémitisme médiéval a tiré de la résistance des Juifs à la conversion, de leurs activités marginales, de leur double personnalité au-dedans et au-dehors du ghetto toute une imagerie démoniaque de meurtres rituels, de perversions sexuelles, de puissance maléfique et de complot universel que l'on retrouve à toutes les époques dans le stéréotype du Juif.
Les nazis se revendiquèrent de Des Juifs et leurs mensonges, écrit en 1543 par Martin Luther. Ils se réclamèrent également, entre autres, d'un autre texte chrétien antérieur : Adversus Judaeos de Jean Chrysostome.
Selon l'historien Jules Isaac, l'antisémitisme chrétien violent créé au IVe siècle par les Pères de l'Église a eu une influence sur le nazisme : « De tels germes, de mépris et de haine, lèvent toujours. [...] Et après les prédicateurs chrétiens, voyez venir les hideux libellistes, les Streicher nazis. »

#### L'époque moderne: une période de tolérance?
L'antisémitisme a donc une dimension alors imaginaire qui s'illustre par le meurtre rituel, la profanation de l'hostie et l'empoisonnement des puits. Aux XVIe et XVIIe siècles, les souverains éprouvent le besoin d'utiliser le crédit et la compétence juives. Les communautés juives, qui comptent probablement quelque 200 000 personnes en Allemagne vers 1700, ont donc manifesté une vitalité remarquable. Elles devront pendant longtemps encore faire face au mépris haineux, et les derniers ghettos du Reich ne disparaîtront qu'à la fin du XIXe siècle. Cependant, dès les XVIIe et XVIIIe siècles, la figure emblématique des temps modernes devient celle du Juif de cour qui fournit aux princes éclairés les moyens de bâtir leur État et qui partage une part de leur train de vie somptueux. Encore ces postes en vue demeurent-ils menacés, comme le rappelle en 1738 la fin tragique de Süss Oppenheimer au Wurtemberg (dont Veit Harlan tirera un film célèbre Le Juif Süss, 1940).
L'antisémitisme médiéval est aussi battu en brèche par les Lumières. Les hommes de l’Aufklärung n'éprouvent pour le judaïsme pas plus de sympathie que les encyclopédistes français. Ils voient en lui la source de l'aliénation religieuse dont ils entendent débarrasser l'humanité. Et s'ils souhaitent l'émancipation des Juifs, c'est parfois dans l'espoir de voir disparaître le judaïsme. Toutefois, dans l'Allemagne du XVIIIe siècle, dont la culture est française et le patriotisme cosmopolite, les appels à la tolérance de Lessing et de Mendelssohn, l'un chrétien, l'autre juif, revêtent l'allure d'un dialogue des religions. La question juive se retrouve dans la Haskala (Lumières juives) qui remporte un grand succès. La fin du XVIIIe siècle connaît la fin provisoire de l'antisémitisme en Allemagne : c'est l'abolition des lois antijuives, la liberté de culte (1781).
La Révolution française permet également de faciliter l'émancipation des Juifs avec notamment le Code Napoléon qui prône l'égalité juridique pour tous. À l'inverse, la déchristianisation progressive des sociétés amène en France comme en Allemagne au renouvellement de la judéophobie. Au XVIIIe siècle apparaît une nouvelle notion spécifique aux Allemands : le Volk (adjectif völkisch). Dans le contexte culturel et nationaliste des XVIIIe et XIXe siècles, il ne faudrait pas le traduire simplement par « peuple » mais par « essence transcendante », la nature d'une âme. C'est cet idéal völkisch en germe tout au long du XIXe siècle qui va impulser le nationalisme et l'antisémitisme allemand.

### Les origines de l'antisémitisme moderne

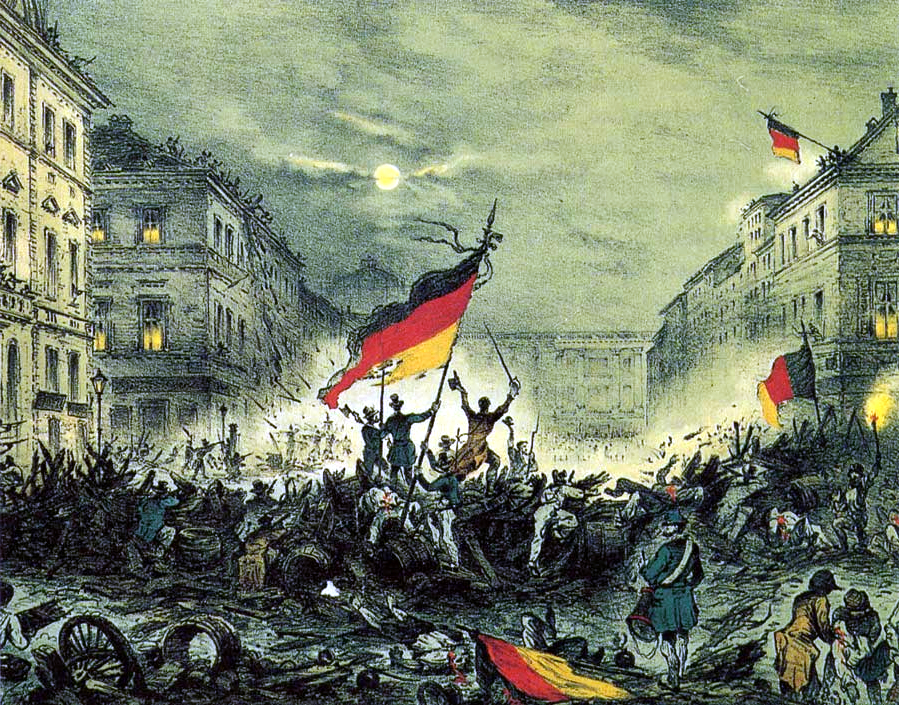
La Révolution de 1848 : émancipation des Juifs mais retour de l'antisémitisme.

Plusieurs facteurs amènent à un changement de nature de l'antisémitisme européen, en particulier en Allemagne.

#### Un contexte de modernisation
Dans un premier point, le contexte est neuf, puisque les Juifs connaissent l'émancipation et sont les témoins de la modernisation de l'ensemble des sociétés européennes. Entre 1810 et 1820, un groupe de jeunes intellectuels juifs berlinois veut promouvoir l’insertion des Juifs dans la
société allemande mais aussi inscrire le fait juif dans la modernité. De leurs réunions naîtra la Wissenschaft des Judentums, c'est-à-dire la Science du Judaïsme. L'émancipation des Juifs connaît, malgré les améliorations encore de nombreux écueils. Les chaires universitaires et les postes d'officiers de l'armée sont interdits aux Juifs. En parallèle apparaît sous l'égide du professeur berlinois Friedrich Ludwig Jahn, le mouvement de la Fraternité (Burschenschaften) dont l'objectif est de propager la culture allemande et de développer le culte du corps chez les jeunes étudiants. Ce mouvement nationaliste est à l'origine d'un autodafé de livres « étrangers » (par exemple juifs) dans le château de Wartburg en 1817.
À partir des années 1840, les idées libérales se répandent en Allemagne. L'égalité des droits leur est octroyée. La Question juive de Karl Marx est publiée en 1843. Marx définit les Juifs par leur religion qu'il identifie au culte de l'argent : « Le monothéisme du juif est donc en réalité le polythéisme des besoins multiples. » Il ajoute : « L'argent est le dieu jaloux d'Israël devant qui nul autre Dieu ne doit subsister. » Pour lui, judaïsme et bourgeoisie sont donc équivalents, d'où découle le devoir de supprimer le judaïsme. Marx produit ainsi un pamphlet antisémite qui devait peser lourdement sur les théories des mouvements révolutionnaires face aux Juifs. Les Juifs sont ainsi assimilés à l'égoïsme et l'injustice capitalistes (Alphonse Toussenel, Les Juifs rois de l'époque, 1845). Néanmoins, depuis le Congrès de Vienne (1815), la nation allemande se pose la question de l'unité politique et du destin national. À défaut d'une cohésion politique, les Allemands se tournent volontiers vers une cohésion culturelle dont l'aboutissement est la Révolution de 1848. Dans un contexte de modernité accrue, la bourgeoisie moyenne réclame la recherche de racines nationales et s'oppose violemment à la modernité. Les bourgeois sont alors rejoints par les artisans qui se sentent à leur tour isolés : la modernité menaçait leur statut. Tous se tournent vers la pensée völkisch qui dénonce des boucs émissaires de cette décadence sociale : les Juifs.
Dans les cercles périphériques de la pensée allemande, des théoriciens völkisch mêlent étroitement la nature de l'âme d'un Volk avec son paysage d'origine. Ainsi les Juifs, en tant que « peuple du désert », sont considérés par les milieux nationalistes allemands comme des êtres superficiels, arides, secs et stériles à l'inverse du peuple allemand qui vivrait dans la forêt brumeuse et humide en recherche constante de la Lumière (Lichtmenschen). Dans un contexte plus général, à la fin des années 1860, le mouvement libéral retrouve son influence et aboutit à une généralisation progressive de la levée de toutes les restrictions juridiques. La loi du 3 juillet 1869 n'admet plus de différences de traitements entre les Juifs et les Chrétiens. Mais tant que Bismarck reste chancelier, aucun Juif n'acquiert de position importante dans les affaires étrangères, l'armée et l'administration d'État de Prusse. Cette pratique continue sous le règne de Guillaume II. Ils sont parmi les premiers à bénéficier de la modernisation : habitat urbain ancien, spécialisation socioprofessionnelle... En revanche, en Europe de l'Est (Prusse et Pologne), les familles juives sont en majorité pauvres. L'unification de 1871 provoque une certaine amertume chez la plupart des Allemands : en effet, la Prusse s'affirme désormais, depuis le Zollverein, comme le leadership économique et politique du nouvel Empire à l'insu des autres provinces. Une première crise économique moderne éclate en 1873, faisant suite à l'accélération brutale d'une seconde industrialisation notamment en Allemagne et dans l'Empire austro-hongrois : les milieux antisémites dénoncent les Juifs, qu'ils tiennent encore une fois comme responsables de la crise.

#### Romantisme allemand et antisémitisme
En dénonçant la modernité et l'industrialisation de l'Europe occidentale (et en particulier en Allemagne qui fait pâle figure par rapport à la France ou la Grande-Bretagne), les penseurs völkisch s'inspirent de la vague romantique et mettent en avant l'idéal irrationnel et émotionnel. Pour eux, les idéologies rationnelles des Lumières sont un échec et il faudrait revenir à l'idéal révolutionnaire autour d'une conception panthéiste de l'univers et non plus autour d'un Dieu intelligible. Ce retour aux sources est également un rejet des idéaux de liberté et d'égalité (en particulier autour de la communauté juive). Le romantisme allemand met en avant le rapport au « cosmos » et à une « réalité supérieure » aux autres entités ethniques : c'est le point de départ du mysticisme germain.
En Allemagne, la première moitié du XIXe siècle, coïncide également avec les guerres de libération contre Napoléon. Selon les théories völkisch, le Volk s'est battu héroïquement à la manière d'un valeureux chevalier contre l'invasion étrangère (bataille de Leipzig, 1813). C'est à ce moment que l'unité historique du Volk apparaît brusquement ; on l'assimile à un lointain passé et à la nostalgie d'un passé médiéval (on reprend les emblèmes traditionnels : l'aigle et la croix noire des chevaliers teutoniques). En apprivoisant la nature, les penseurs völkisch la réhabilitent en tant que paysage empli de flore et de faune (pour le géographe Friedrich Ratzel, le paysage représente les racines historiques du Volk).
Au cours des années 1850-1860 un philosophe allemand va totalement révolutionner la pensée völkisch : Wilhelm Heinrich Riehl (Land und Leute, 1857-1863). Il reprend l'idéal de la nature mis en avant par la vague romantique en l'associant à une vision apocalyptique à travers laquelle le Juif tiendrait le rôle principal. Riehl dénonce en premier lieu les désordres économiques et sociaux de 1848 et il affirme que l'industrialisation détruit la nature (il souligne que la seigneurie médiévale permettait l'alliance entre le paysage et le Volk). Après avoir énuméré la bourgeoisie et le monde ouvrier traditionnel il dénonce violemment le prolétariat occupé essentiellement par des déshérités qui prôneraient le désordre (les journalistes et surtout les Juifs). Ce prolétariat, selon lui, est « l'ennemi à abattre ». « Berlin est le domaine des Juifs » dit-on dans les milieux antisémites agraires. Pourtant, la proportion des Juifs dans la population allemande tend à diminuer (moins de 1 % à la fin du XIXe siècle, soit 500 000 personnes). Profitant de l'émancipation, ils participent pleinement à l'essor économique (dans la banque : Bleichröder, Mendelssohn, Rothschild, etc.). Ils fréquentent l'université et investissent massivement des domaines encore peu occupés par les Allemands (journalisme, le théâtre et la politique).
À la suite de ces travaux, une littérature populaire du terroir commence à se développer en Allemagne et rencontre un grand succès. Elle brosse le portrait stéréotypé du Juif de la ville venant dépouiller le héros paysan honnête et courageux. L'ouvrage de Wilhelm von Polenz (Der Büttnerbauer, 1895) va beaucoup influencer la conception antisémite d'Hitler. C'est l'histoire d'un paysan allemand qui s'endette auprès d'un prêteur juif. Rapidement sa terre est hypothéquée et vendue par son créancier à un industriel qui y fait construire une usine. À la fin de l'histoire, le paysan est totalement « déraciné » et se pend de chagrin. Dans la littérature populaire et antisémite du XIXe siècle, le paysan est souvent symbolisé par un arbre bien enraciné dans la terre alors que le Juif est caricaturé comme le serpent qui ronge les racines de l'arbre. Cette même époque voit l'émergence des premiers mouvements antisémites campagnards (Ligue paysanne Bund der Landwirte antisémite et völkisch).

## L'émergence et la diffusion de la culturevölkisch

### Lagarde et Langbehn: les deux prophètesvölkisch
Jusque-là le mouvement völkisch était dénué d'un programme idéologique clair. L'antisémitisme joue désormais sur un éventail élargi de thèmes qui sont la religion, la nation et la race. L'antisémitisme religieux prolonge l'antijudaïsme traditionnel (fantasmes du meurtre rituel et de l'empoisonnement des puits) jusqu'au début du XXe siècle. La différence avec l'époque précédente c'est que désormais les factions antisémites utilisent la propagande moderne : vie associative, partis politiques et la presse (1880-1890). Deux auteurs allemands contribuent durant la seconde moitié du XIXe siècle à organiser les idées antisémites et nationalistes du milieu völkisch : Paul de Lagarde et Julius Langbehn.

#### Lagarde et la singularité du judaïsme

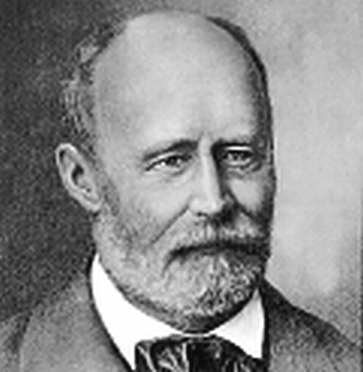
Paul de Lagarde (1827-1893)

Paul Böttischer (1827-1893, renommé Lagarde par la suite) est un universitaire orientaliste reconnu. Deux éléments vont influencer les vues du personnage. D'abord la non-reconnaissance de son talent de chercheur (il tarde à obtenir une chaire à l'université de Göttingen) puis surtout l'unification allemande qu'il accuse d'être trop « moderne ». C'est alors qu'il va remettre en cause l'ordre établi et proposer sa propre vision de la société dans son ouvrage Deutsche Schriften (1878).
Sa thèse consiste à montrer que la préservation et le dynamisme de la « force vitale » ne peut se faire qu'en cherchant dans la nation et le Volk authentiques. Pour lui « le germanisme ne réside pas dans le sang mais dans le caractère » (pourtant sa théorie sera ensuite comprise à tort dans le sens d'une supériorité aryenne). Lagarde est avant tout préoccupé par l'attitude spirituelle de la nation. Le désastre de l'unification politique ne peut, selon lui, être remplacée que par une véritable foi germanique (c'est-à-dire une unification religieuse). Cette foi fournirait à chaque Allemand les vertus d'intégrité et de simplicité qu'il attend depuis longtemps.
Lagarde continue à développer sa théorie. Il combat son amertume en considérant la nécessité d'un personnage charismatique dont l'Allemagne aurait besoin. Lui-même espère guider la nation allemande vers sa destinée tout en lui épargnant les perturbations révolutionnaires qui secouent le pays depuis plusieurs décennies. Il en vient à l'ennemi de l'Allemagne : le Juif. Il dénonce le judaïsme en affirmant qu'il est volontairement distinctif de la population allemande. Pour lui la mise à l'écart des Juifs est d'ordre religieux ; c'est une religion mystérieuse et dénuée de racines éthiques. Elle est donc incompatible avec le mysticisme allemand vivant et en plein essor.
Au fil des années, la « religion nationale » de Lagarde, qui dénonce la division confessionnelle allemande, se renforce. Désormais il voit en la destinée de l'Allemagne une « lutte à mort » entre le judaïsme et le mode de vie allemand. Très vite il utilise des termes médicaux pour décrire la communauté juive : il faut en arriver à « l'extermination des Juifs comme des bacilles », dit-il. Désormais, la haine des Juifs fait partie du crédo de la pensée völkisch, la seule à pouvoir mettre fin au soi-disant complot international juif. Reconnu tardivement (à partir des années 1870), Lagarde reçoit de nombreux hommages à la fin de sa vie.

#### Langbehn et l'élévation de la «race» germanique

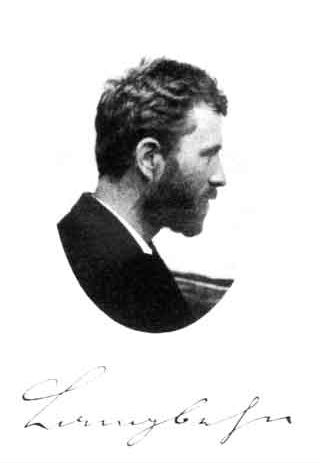
Julius Langbehn (1851-1907)

Julius Langbehn (1851-1907), contemporain et proche de Lagarde, propose une autre vision völkisch. Il en appelle à une conception du monde à la fois germanique et créative. Son livre Rembrandt als Erzieher (1890) est un véritable succès jusqu'à la veille de la Première Guerre mondiale en particulier sur les jeunes. Pour lui les Allemands doivent être des « artistes ». Langbehn a beaucoup été influencé par les idées du Suédois Emanuel Swedenborg, en affirmant que le Suédois est l'incarnation du « type allemand idéal ».
Selon lui, l'âme est considérée comme l'élément spontané et essentiel du Volk. Seuls les Allemands en possèdent une puisque, selon la foi germanique des théoriciens völkisch, les Juifs auraient depuis longtemps renoncé à leur âme. Contrairement à Lagarde, Langbehn avance des idées raciales. Pour Langbehn, les vertus völkisch (physiques et spirituelles) sont transmises par le sang. Il préconise l'étude des traits du visage humain qui permettrait d'en déduire les qualités intérieures de chacun. Cet antisémitisme racial se développe en parallèle avec les études dites « scientifiques » sur la diversité humaine, le développement de l'impérialisme européen et l'émergence du darwinisme social. L'antijudaïsme de Lagarde est progressivement supplanté à l'extrême fin du XIXe siècle par l'antisémitisme racial de Langbehn
Au début de sa vie, Langbehn s'était montré plutôt tolérant envers les Juifs. Par la suite il devient violemment antisémite « depuis que les Juifs s'étaient infiltrés dans le Volk ». Comme Lagarde il préconise l'extermination de la « peste et du choléra ». Progressivement, la communauté juive devient le pire monstre opposée à la régénération des artistes allemands. D'après son biographe, il aurait une fois choqué ses amis en affirmant qu'il fallait assujettir les races « inférieures » et rétablir l'esclavage. Après plusieurs échecs il meurt après avoir pris la robe monastique en 1907.
Une fois les théories völkisch développées il faut les diffuser. Des personnages comme Moritz von Egidy (1847-1898) contribuent à rendre « acceptables » les idéaux völkisch auprès des jeunes gens raffinés de la bourgeoisie allemande à partir de 1890-1900.

### La «science» et la culture au service de la pensée raciste

#### Eugen Diederichs et le «néo-romantisme»

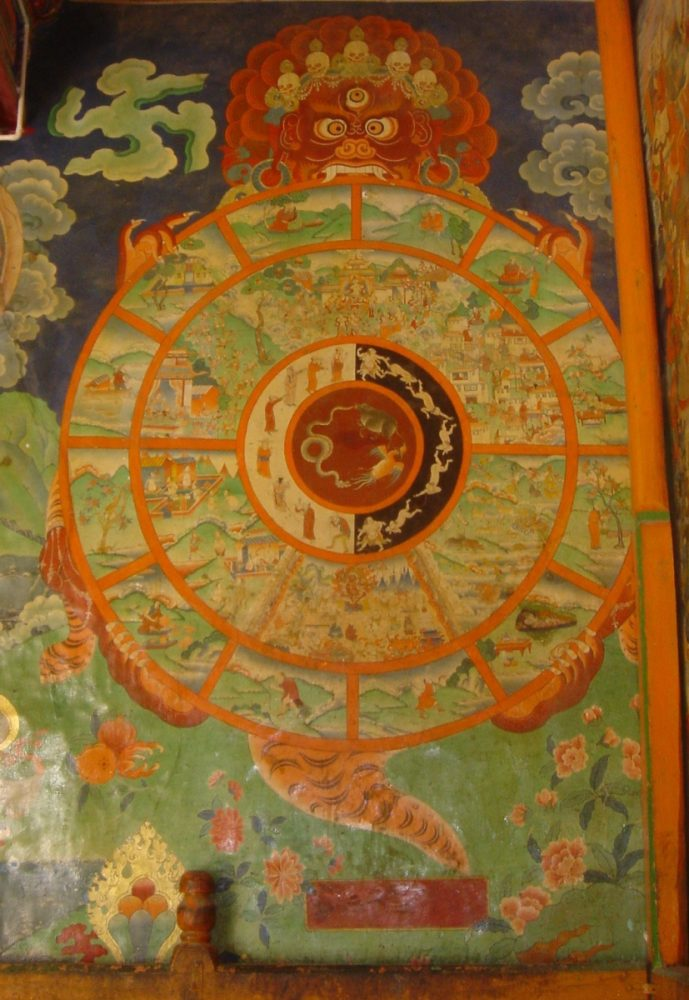
Représentation de la Roue de l'existence karmique dans le monastère de Séra.

La vision panthéiste du cosmos de l'idéologie völkisch, issue de la déception de l'unification politique, est devenue un combat religieux germanique avec des dimensions raciales. Deux facteurs nouveaux émergent au sein des groupes antisémites : d'abord organiser rapidement les idées raciales sous le couvert d'une pseudo-science et d'autre part, l'urgence d'une mise en pratique de l'idéologie völkisch. Le tournant du XXe siècle est une nouvelle ère idéologique : ce que Eugen Diederichs (en) (1867-1930) appelle le « néo-romantisme ». L'objectif de ce dernier est de rendre les idéaux völkisch respectables auprès de la bourgeoisie. Diederichs est un éditeur qui produit ses propres livres. De nombreux membres du Mouvement de la jeunesse fréquentent sa maison au sein du « cercle Sera ». Ce mouvement compte environ 60 000 membres avant 1914 (pour atteindre plus de 100 000 au début des années 1920). Par le biais de la jeunesse il s'agit de créer une communauté homogène ethnique (ce qui est encouragé par une forte émigration, la peur de perdre contact avec les expatriés et l'obssession du métissage).
Contrairement à Lagarde et Langbehn, Diederichs n'a pas d'idéalisme fanatique mais sa conception est ambiguë et déroutante. Il prône davantage un nouveau type de pensée occulte qu'il renomme Geist (ce qui incarne la force mystique de l'Univers). Il avance plutôt l'intuition pour avancer dans le futur plutôt que le retour au passé systématique. Cependant, dit-il, pour qu'un individu issu du Volk réalise son projet futur il doit avoir des racines. Pour cela, Diederichs édite les anciens mythes et sagas allemands afin de favoriser un réveil culturel völkisch.
Ce que Diederichs aurait de plus original c'est le fait d'étendre l'héritage germanique aux autres nations (même aux Celtes, Slaves et Juifs). Il paraît tolérant car il rejette l'antisémitisme. Il explique que le Juif est indispensable aux peuples européens puisqu'il permet de dresser des passerelles entre chaque pays. En outre, il précise que le Juif est une race étrangère distincte et que, cosmiquement, il est stérile. Il invite ainsi les Allemands à devenir des artistes pour ne pas connaître la stérilité juive. C'est Diederichs qui intègre le Soleil dans la foi germanique. C'est un symbole aux connotations théosophiques (c'est la source de la vie) qui fusionne avec le christianisme de maître Eckhart. Au cours de la fête annuelle du « cercle Sera » (d'origine hindouiste) une bannière rouge vif ornée d'un soleil d'or flotte au vent.
Néanmoins, les écrits et les idéaux völkisch (l'identité inventée : l'Aryen, le Germain ou l'homme nordique) restent, avant la guerre de 1914, réservés à une haute société cultivée et autoritaire. C'est ce que les Allemands appellent le Sonderweg (le « développement particulier » : culte de l'armée et valeur militaire). Les masses n'ont qu'à obéir et sont antisémites plutôt par « code culturel » (préjugés traditionnels) que par une construction radicale de type philosophique ou scientifique.

#### L'idéal du guerrier germanique
L'antisémitisme allemand puise beaucoup dans la Grande Guerre. Dans une Allemagne considérée souvent moins antisémite que la France en 1914, une enquête est lancée à la fin de 1916 pour établir le degré de présence au front des Juifs allemands. Bien qu'elle ait prouvé que le patriotisme des Juifs était sans faille, elle ne fut pas publiée, accréditant la conclusion inverse. Puis, après novembre 1918, l'antisémitisme apparaît comme le produit de la défaite refusée, défaite prétendument provoquée par le « coup de poignard dans le dos » des communistes et des socialistes, eux-mêmes assimilés aux Juifs. C'est là que s'établit le lien avec la Shoah. Car, fondamentalement, le nazisme est une liturgie de la Grande Guerre recommencée, la référence constante de Hitler. Le legs éliminationniste à l'égard des Juifs appartient au bilan de la Première Guerre mondiale.
Ellerbeck est un proche de Dietrich Eckart et d'Alfred Rosenberg, deux membres originels du parti nazi. Son éloge völkisch de la culture paysanne lui apporte le soutien de la puissante Ligue des agriculteurs (Bund der Landwirte à partir de 1919). Par le biais d'Ellerbeck, l'idéologie antisémite völkisch pénètre pour la première fois le conservatisme allemand traditionnel en profondeur.
Les arts plastiques servent de vecteur pour la propagande aryenne et antisémite allemande. Karl Höppner (dit Fidus) donne forme aux éléments spirituels völkisch : il reprend, entre autres, le thème des rayons du soleil. Son tableau le plus célèbre, Invocation à la Lumière (1922), représente un homme nu sur une falaise, en équilibre, chauffé par les rayons du soleil. Cette conception physique et raciale du corps rentre dans la conception de la beauté du Mouvement de la jeunesse allemand (imagerie aryenne).

#### Le«racisme scientifique»

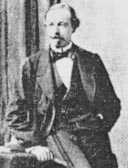
Photographie d'Arthur de Gobineau (1816-1882) datée de 1864.

La conception de « race » apparaît au XVIIIe siècle pour classifier les différentes sortes d'animaux, de plantes et de tribus (inspiration des principes de Kant sur la race). Vers 1850, cette notion rime avec « scientificité ». L'époque est également celle qui voit émerger le romantisme littéraire et le darwinisme social ; le corps devient la vertu inaliénable de l'homme. Pour les théoriciens völkisch le corps, tout comme le paysage, est intimement lié à l'homme.
L'idéologie raciste est alors appuyée par deux nouvelles disciplines : l'anthropologie historique et la philologie. À ses débuts, l'anthropologie tente une classification raciale des tribus et des nations en posant l'hypothèse d'infériorité et de supériorité. Des techniques de mesures crâniennes commencent à être effectuées. Franz Joseph (1758-1828) prétend ainsi que chaque race aurait un crâne particulier : les Germains auraient un crâne allongé et droit devenant un critère pour les théoriciens antisémites. Quant à la philologie, elle contribue à la distinction aryenne. Dire que les Aryens sont issus d'un pays semi-oriental sert à développer la structure culturelle reliée aux idées théosophiques du karma et du mysticisme du soleil (notamment l'utilisation fréquente de symboles indiens par les organisations völkisch). Ainsi l'ordre aryen Artamanen, fondé en 1923 par Willibald Hentschel, fait référence au dieu indien Artam.
En 1853, le diplomate français Arthur de Gobineau (1816-1882) écrit un ouvrage intitulé Essai sur l'inégalité des races humaines. L'auteur dresse le tableau d'une histoire humaine dont la race serait le seul facteur déterminant des événements aux dépens des religions. En tant que père du déterminisme racial, il souligne que l'Aryen serait la race la plus pure de l'Humanité, l'aristocratie du monde qui dirigerait les classes dites « inférieures ». Selon Gobineau une race doit rester pure et pour cela les Aryens doivent dominer les Juifs dont l'unique but est de conduire à son déclin. Du fait de l'enracinement encore précaire des théories völkisch au cours des années 1850-1860 cette théorie passe plutôt inaperçue en Allemagne. Ludwig Schemann (1852-1938) fonde une association en 1894 en partenariat avec les milieux antisémites français autour des écrits de Gobineau. La démarche connaît un succès limité tant en France qu'en Allemagne sauf dans le cercle de la famille de Richard Wagner
Bien entendu Gobineau n'est pas, autour de 1900, le seul penseur raciste en vogue en Allemagne. Houston Stewart Chamberlain (1855-1927) est le plus influent théoricien du début du XXe siècle. Il devient un virulent antisémite après avoir écouté l'œuvre de Wagner alors considéré, par les milieux völkisch, comme le « prophète du germanisme » (Chamberlain épouse la fille du musicien et réside à Bayreuth à partir de 1882). Chamberlain édite en 1900 Die Grundlagen des XIX Jahrhunderts (Les Fondements du XIXe siècle). Cet ouvrage qui, en utilisant la « science », prouverait la nature absolue de la race aryenne, s'impose au tournant du siècle comme un livre essentiel de la pensée völkisch (le docteur Robert Burger-Villingen s'en inspire pour construire en 1912 le premier plastomètre, un outil qui mesure la topographie du visage humain).

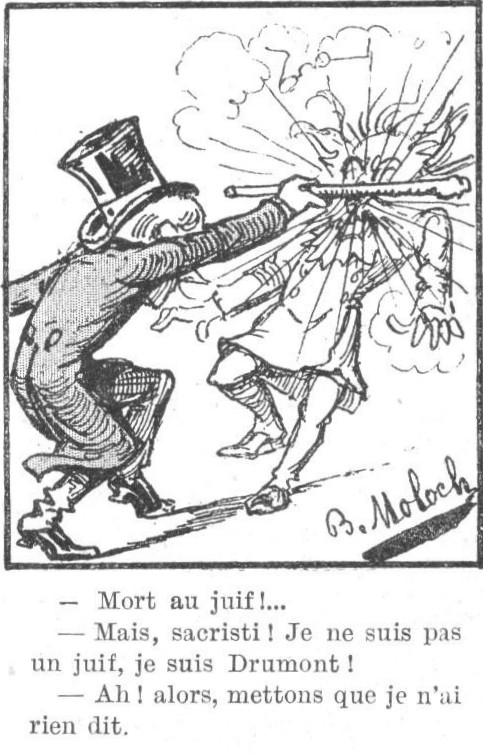
Caricature de Drumont dans le Monde Moderne (Moloch, 1898).

Le début du XXe siècle connaît un développement fulgurant des stéréotypes raciaux. Le précurseur en est Édouard Drumont (1844-1917) dans La France juive (1886). Selon lui, le Juif possède « ce fameux nez recourbé, les yeux clignotants, les dents serrées (...), la main moelleuse et fondante de l'hypocrite et du traître ». D'un côté l'Aryen est présenté par une forme physique qui prône l'idéal de la beauté germanique d'un autre côté le Juif est son total contraire : il s'agit de la lutte entre Dieu et le Diable. Pour Chamberlain, l'histoire n'est rien d'autre que le récit d'une lutte violente entre les Aryens et les Juifs. Les premiers sont vus comme les sauveurs d'un Occident menacé, qui seraient porteurs des civilisations grecque et romaine et d'un héroïsme médiéval. Les seconds font partie d'un peuple étranger entré en Occident, souscrivant à une loi rigoureuse et déshumanisante et dont le but est de s'emparer du pouvoir.
Enfin, selon le docteur Alfred Plötz (1860-1940), seule la race aryenne représenterait le sommet de l'évolution raciale ; ainsi, en cas de conflit, les membres « inférieurs » doivent être envoyés au front afin d'épargner les éléments les plus « nobles ». Selon le docteur Ludwig Woltmann (1871-1907) une race supérieure devrait conquérir matériellement les pays dont elle aurait besoin pour son développement : « la race germanique avait été sélectionnée pour dominer la terre » dit-il. Ce dernier affirme également que la pigmentation de la peau serait de la plus haute importance et on assisterait à une corrélation entre blancheur de la peau et éclat de l'intelligence. Dans cette perspective, Hermann Popert fonde l'association Vortrupp (« Avant-garde », 1910) afin de développer un Allemand plus beau, plus fort, plus sain. Il s'agit de mettre fin à l'ivrognerie et à la débauche qui minent la société allemande depuis le XIXe siècle, en particulier les jeunes. Popert réfléchit à une solution d'hygiène raciale à travers son ouvrage Helmut Harringa (1910) qui traite de la vie d'un spécimen de choix de la race aryenne. Il s'inquiète aussi d'assortir les couples afin que leurs enfants soient des aryens « pure souche » ; c'est la théorie de l'eugénisme britannique.
Mais il l'est aussi en tant que sensibilité. Par le biais du nationalisme et de la critique du temps présent, il pénètre dans de puissantes organisations corporatives ou patriotiques, telle la Ligue pangermanique (Alldeutscher Verband) . Et il circule sous forme de brochures et de journaux populaires. Beaucoup de demi-intellectuels déçus viendront y chercher l'explication de l'injustice dont ils sont victimes. Parmi eux, le jeune Adolf Hitler qui fait, au début du siècle, sur le pavé viennois, son noviciat antisémite.
Paul Leroy-Beaulieu écrivait en 1897 que l'antisémitisme était une importation allemande. Il le reste au XXe siècle, malgré la ferveur avec laquelle les Juifs défendent leur patrie allemande entre 1914 et 1918. À première vue, la guerre mondiale, l'Union sacrée, mais plus encore la République proclamée en novembre 1918 parachèvent leur intégration. Le nouveau régime leur ouvre en effet des portes qui demeuraient fermées dans l'État wilhelminien. Les partis modérés de gauche - sociaux-démocrates et démocrates - vers lesquels se porte la majorité de leurs suffrages sont maintenant au pouvoir. Modernité, libéralisme et critique sociale inspirent la vie artistique et intellectuelle. Un grand industriel juif, Walter Rathenau, est même nommé ministre des Réparations, puis des Affaires étrangères.
Sa nomination a provoqué un choc. Son assassinat, en juin 1922, est un symbole. Car, comme au début et à la fin du siècle précédent, la perspective de voir le Juif sortir du ghetto provoque un renouveau d'antisémitisme et le besoin de définir de nouveaux modes de quarantaine. La République n'est-elle pas née de la défaite ? Et celle-ci n'est-elle pas le fruit de la révolution ? Et la révolution n'est-elle pas l'affaire des Juifs, proportionnellement si nombreux dans l'extrême gauche ? L'antisémitisme racial, dont on a vu qu'il a déjà bien infiltré la droite patriotique et conservatrice sous le régime impérial, investit la totalité des mouvements et des partis hostiles à la révolution, à la République ou tout simplement aux partis démocratiques. Tous les maux du présent, du diktat de Versailles à la grande dépression des années 1930, en passant par l'hyperinflation de 1923, trouvent une explication dans le complot de la juiverie internationale. Et, cette fois, le Juif ne peut plus espérer échapper à sa condition, puisqu'il s'agit non plus de foi, de baptême, donc de conversion, mais de race, scientifiquement définie, et des lois éternelles de la nature.

#### Articles
- François Bédarida, « Comment écrire l'histoire du génocide ? », Collections de l'Histoire, 3, 1998.
- Daniel Bermond, « Les Protocoles des Sages de Sion : un faux qui a fait recette », Collections de l'Histoire, 33, 2006.
- Philippe Burrin, « Les Allemands étaient-ils tous nazis ? », Collections de l'Histoire, 18, 2003.
- Philippe Burrin, « Les Allemands, un peuple de bourreaux ? », Collections de l'Histoire, 3, 1998.
- Philippe Burrin, « Vers la Solution finale », Collections de l'Histoire, 3, 1998.
- Jean-Claude Favez, « D'où vient l'antisémitisme allemand ? », Collections de l'Histoire, 3, 1998.
- Saul Friedländer, « Hitler et les Juifs », Collections de l'Histoire, 3, 1998.
- Édouard Husson, « Hitler : portrait privé », Collections de l'Histoire, 18, 2003.
- Édouard Husson, « Solution finale : qui est responsable ? », Collections de l'Histoire, 18, 2003.
- Ian Kershaw, « L'Allemagne rêvait d'un grand homme », Collections de l'Histoire, 18, 2003.
- Giovanni Miccoli, « Pie XII, Hitler et les Juifs », L'Histoire, 241, 2001.
- Jean-Charles Szurek, « Les Polonais et l'extermination des Juifs », L'Histoire, 294, 2005.
- Michel Winock, « Autopsie d'un mythe : le complot judéo-maçonnique », Collections de l'Histoire, 33, 2006.
- Michel Winock, « Le fantasme du racisme scientifique », L'Histoire, 269, 2002.

#### Ouvrages
- Hans Berding, Histoire de l'antisémitisme en Allemagne, Maison des Sciences de l'homme, 1995.
- Philippe Burrin, Hitler et les Juifs. Genèse d'un génocide, Seuil, Paris, 1995.
- Philippe Burrin, Ressentiment et apocalypse. Essai sur l'antisémitisme nazi, Seuil, Paris, 2007.
- Jean-Claude Caron et Michel Vernus, L'Europe au XIXe siècle. Des nations aux nationalismes (1815-1914), Colin, 2003.
- Saul Friedländer, L'antisémitisme nazi : histoire d'une psychose collective, Seuil, Paris, 1971.
- Daniel Jonah Goldhagen, Les Bourreaux volontaires de Hitler. Les Allemands ordinaires et l'Holocauste, Seuil, Paris, 1997.
- Ian Kershaw, Hitler, tome 1, 1889-1936, Flammarion, 1999.
- Ian Kershaw, Hitler, tome 2, 1936-1945, Flammarion, 2000.
- Ian Kershaw, Le Mythe Hitler, Flammarion, Paris, 1987.
- George Mosse, Les racines intellectuelles du Troisième Reich, Seuil, Paris, 2008 (réédition).
- Lionel Richard, D’où vient Adolf Hitler ?, Autrement, 2000.  (ISBN 978-2862609997)
- Pierre Sorlin, L’antisémitisme allemand, Coll. question d'histoire, Flammarion, 1969.
- Fritz Stern, Politique et Désespoir, Les Ressentiments contre la modernité dans l'Allemagne Préhitlérienne, Armand Colin, 1990 (ed.française),  (ISBN 2-200-37188-8)